# Kaineui huye
Kaineui huye é um filme de drama sul-coreano de 1968 dirigido e escrito por Yu Hyun-mok. Foi selecionado como representante da Coreia do Sul à edição do Oscar 1969, organizada pela Academia de Artes e Ciências Cinematográficas.

## Elenco
- Kim Jin-kyu - Pak Hun
- Moon Hee - O Jang-nyeo
- Park Nou-sik - Do-seop
- Jang Dong-he
- Jeong Min
- Choe Bong
- Yang Hun
- Jang hoon
- Kim Chil-seong
- Seong So-min